# Высоцк (Волынская область)
Высоцк (укр. Висо́цьк) — село в Вишневской сельской общине Ковельского района Волынской области Украины.
До 2020 года входило в Любомльский район.
Код КОАТУУ — 0723387202. Население по переписи 2001 года составляет 281 человек. Почтовый индекс — 44355. Телефонный код — 3377. Занимает площадь 1,16 км².